# Laguna Lachuá
A Laguna Lachuá  é uma laguna localizada na Guatemala, cuja cota de altitude é de 173 metros acima do nível do mar. Apresenta uma área de 4 quilómetros quadrados e uma profundidade máxima de 222. Localiza-se no departamento de Alta Verapaz, no município de Panzós.
Encontra-se envolta pela selva tropical no município de Cobán, Alta Verapaz. Este lago apresenta uma forma circular e geologicamente apresenta-se como uma Dolina inundada. A água que preenche o lago tem um odor sulfúrico, facto que explica o nome: “Lachuá”, palavra de origem ameríndia, termo Kekchí "li chu há" cuja tradução significa "água fétida".
Esta água contem um elevado teor de calcite, a tal ponto que os ramos de árvores que caem no lago rapidamente são cobertos por uma capa de calcite branca.
Este lago localiza-se ao centro do Parque Nacional Laguna Lachuá, cuja criação aconteceu e, 1976. Este parque tem uma área de 145 145 km², e é povoado por mais de 220 espécies de plantas e de 210 espécies de mamíferos e aves.